# Švapsko ogledalo
Švapsko ogledalo (njem. Schwabenspiegel) je zakonik koji je napisao oko 1275. franjevački redovnik u Augsburgu. Zakonik se bavi uglavnom pitanjima vlasništva nad zemljištem i feuda, a temelji se na Petoknjižju, rimskom pravu, kao i kanonskom pravu. Sadržaj zakonika oslanja se na Sasko zrcalo (Sachsenspiegel) iz 13. stoljeća, a vezano je i za Njemačko zrcalo (Deutschenspiegel). Sačuvana su dva rukopisa, od kojih je jedan prijepis iz 14., a drugi iz 15. stoljeća.
Ime "Švapsko ogledalo" također je preuzeto iz Sachsenspiegel ("Sasko ogledalo"). Budući zakonik nije propisan nego je opisan, tj. bilježi trenutnu pravnu praksu, a ne nameće nikakve nove zakone, metaforički je uspoređen s ogledalom u kojem se percipiraju pravo i krivo.

## Vanjske poveznice
|  | Zajednički poslužitelj ima još gradiva o temi Schwabenspiegel |
|  | Wikizvor ima izvorni tekst :de:Schwabenspiegel                |